# Chenon
Chenon település Franciaországban, Charente megyében. Lakosainak száma 125 fő (2022. január 1.). Chenon Lonnes, Poursac, Verteuil-sur-Charente és Aunac-sur-Charente községekkel határos.

## Népesség
A település népessége az elmúlt években az alábbi módon változott:
| Lakosok száma | 202  | 178  | 143  | 156  | 144  | 138  | 135  | 130  | 128  | 125  |
|               | 1968 | 1982 | 1990 | 2006 | 2013 | 2015 | 2017 | 2019 | 2020 | 2022 |